# Scambus contemptus
Scambus contemptus là một loài tò vò trong họ Ichneumonidae.